# No me olvides (episodio de Padre de familia)
Forget-Me-Not (titulado No me olvides en Hispanoamérica y España) es el episodio número diecisiete de la décima temporada de la comedia animada Padre de familia. El episodio salió al aire originalmente por Fox en los Estados Unidos el 18 de marzo de 2012. En este episodio, Peter, Joe, Quagmire y Brian despiertan en el hospital y descubren que sus memorias han sido borradas y la ciudad de Quahog ha sido abandonada.
Este episodio fue escrito por David A. Goodman y dirigido por Brian Iles.

## Argumento
Peter y Brian están pensando en dejar la familia para ir a jugar laser tag con Joe y Quagmire. Pero Lois interviene, diciendo Peter accedió a pasar los domingos con su familia, pero Peter y Brian salen de todos modos, Peter gana en laser tag y vuelve a casa a con Lois disgustada. Brian defiende Peter pero Stewie dice que Brian está solo de su lado, solo por pasar el rato y nunca hubieran sido amigos si no fuera por las circunstancias. A pesar de objeciones, Brian y Peter salen con Joe y Quagmire para ir a beber a la almeja borracha.
Mientras van en el camino, ven extrañas luces en el camino y van hasta ellos.En este punto pierden el conocimiento y se despiertan en un hospital y se dan cuenta de que Quahog está vacío y no ellos tienen ningún recuerdo de lo que son.Al descubrir que ellos son las únicas cuatro personas en la ciudad, que forman un equipo y caminan, preguntándose quiénes son.Por casualidad, encuentran el automóvil de Peter, que se estrelló en el lateral de la carretera. Descubren que era Peter quién estaba conduciendo, así mismo averiguan la dirección de Peter.
Se dirigen a la calle Spooner , donde Brian se da cuenta de que viven allí. Sin embargo, hacen suposiciones erróneas, como que es el perro de Quagmire es Brian y Joe es un estríper.Mientras que en la casa de Peter, los otros tres ven una portada de periódico falsa que compró después de ganar el laser tag y empiezan a sospechar que es un extraterrestre que ha matado al resto de la ciudad. Joe y Quagmire se dirigen a obtener armas mientras que Brian espía a Peter, ellos intentan escapar, pero Joe y Quagmire los rodean. Entonces Joe dispara con la pistola hacia Peter, pero Brian salta en el camino y se sacrifica para salvar a Peter. Peter toma el cadáver de Brian y llora sobre el.
Entonces Brian despierta sorprendido y confundido.Resulta que Stewie había elegido para capturar y conectarlos a un sistema informático que simula el mundo para ver si Brian y Peter eran amigos a través de las circunstancias, pero la simulación ha demostrado que pueden estar juntos.Brian ve entonces que Stewie también ha conectado Lois, Meg y Bonnie a un sistema idéntico, solo para verlas luchar en vez de investigar las circunstancias, y el episodio termina abruptamente.